# American Oxygen
«American Oxygen» —en español, «Oxígeno Americano»— es una canción interpretada por la cantante barbadense Rihanna. Fue escrita por Alex da Kid, Candice Pillay, Sam Harris y Rihanna, mientras que la producción fue realizada por Kid junto con el rapero Kanye West. Escrita durante el transcurso de un año, "American Oxygen" fue inspirada por la canción de 1984 "Born in the U.S.A." del cantante estadounidense Bruce Springsteen. Estuvo disponible en formato streaming en el servicio musical Tidal desde el 5 de abril de 2015 y fue también fue publicada digitalmente a través de iTunes Store el 14 de abril de 2015. La canción tiene un contenido lírico patriótico acerca de una nueva América y la persecución del sueño americano.
"American Oxygen" recibió críticas en su mayoría positivas de los críticos de música, quienes en general elogiaron la complejidad de la producción, la calidad y madurez del contenido lírico y la estética inspirada en el dubstep de la canción. Sin embargo, otros críticos pensaron que dejará de causar un impacto en las estaciones de radio. El video musical de "American Oxygen", dirigido por Darren Craig, Jonathan Craven y Jeff Nicholas, se estrenó el 6 de abril, en exclusiva para Tidal. Representa numerosos momentos de historia de los Estados Unidos, mientras que Rihanna canta enfrente de una gran bandera de Estados Unidos.
Críticos señalaron el sentimiento patriótico del video, comparándolo con el video musical del sencillo del año 1989 "We Didn't Start the Fire" perteneciente al cantante y pianista estadounidense Billy Joel. Rihanna interpretó "American Oxygen" por primera vez en la Final Four del Campeonato de la División I de Baloncesto Masculino de la NCAA 2015 en Indianápolis.

## Posiciones en listas

### Semanales
| País            | Lista                     | Mejor posición |      |
| 2015            | 2015                      | 2015           | 2015 |
| --------------- | ------------------------- | -------------- | ---- |
| Alemania        | German Singles Chart      | 39             |      |
| Australia       | Australian Singles Charts | 65             |      |
| Austria         | Ö3 Austria Top 40         | 52             |      |
| Bélgica         | Ultratop 50 (Valonia)     | 6              |      |
| Bélgica         | Ultratop 40 (Flandes)     | 4              |      |
| Canadá          | Canadian Hot 100          | 59             |      |
| Dinamarca       | Tracklisten               | 22             |      |
| España          | Spanish Singles Chart     | 27             |      |
| Estados Unidos  | Billboard Hot 100         | 78             |      |
| Estados Unidos  | Pop Songs                 | 34             |      |
| Finlandia       | Finnish Singles Chart     | 19             |      |
| Francia         | French Singles Chart      | 25             |      |
| Hungría         | Hungría Rádiós Top 40     | 24             |      |
| Irlanda         | Irish Singles Chart       | 33             |      |
| Italia          | Italian Singles Chart     | 51             |      |
| Japón           | Japan Hot 100             | 87             |      |
| Noruega         | VG-lista                  | 25             |      |
| República Checa | Singles Digital Top 100   | 5              |      |
| Países Bajos    | Dutch Top 40              | 43             |      |
| Reino Unido     | UK Singles Chart          | 71             |      |
| Suecia          | Swedish Singles Chart     | 11             |      |
| Suiza           | Swiss Music Charts        | 30             |      |

## Certificaciones
| País/Región | Organismo Certificador | Certificación | Ventas certificadas | Ref.   |
| ----------- | ---------------------- | ------------- | ------------------- | ------ |
| Dinamarca   | IFPI                   | Oro           | 30 000              | [ 23 ] |
| Polonia     | (ZPAV)                 | Oro           | 10 000              | [ 24 ] |
| Suecia      | (GLF)                  | Platino       | 40 000              | [ 25 ] |

## Historial de estreno
| País           | Fecha               | Formato                | Discográfica              | Ref.   |
| -------------- | ------------------- | ---------------------- | ------------------------- | ------ |
| Australia      | 14 de abril de 2015 | Descarga digital       | Roc Nation, Westbury Road | [ 26 ] |
| Brasil         | 14 de abril de 2015 | Descarga digital       | Roc Nation, Westbury Road | [ 27 ] |
| Francia        | 14 de abril de 2015 | Descarga digital       | Roc Nation, Westbury Road | [ 28 ] |
| Alemania       | 14 de abril de 2015 | Descarga digital       | Roc Nation, Westbury Road | [ 29 ] |
| Italia         | 14 de abril de 2015 | Descarga digital       | Roc Nation, Westbury Road | [ 30 ] |
| Nueva Zelanda  | 14 de abril de 2015 | Descarga digital       | Roc Nation, Westbury Road | [ 31 ] |
| España         | 14 de abril de 2015 | Descarga digital       | Roc Nation, Westbury Road | [ 32 ] |
| Reino Unido    | 14 de abril de 2015 | Descarga digital       | Roc Nation, Westbury Road | [ 33 ] |
| Canadá         | 16 de abril de 2015 | Descarga digital       | Roc Nation, Westbury Road | [ 34 ] |
| Estados Unidos | 16 de abril de 2015 | Descarga digital       | Roc Nation, Westbury Road | [ 35 ] |
| Estados Unidos | 21 de abril de 2015 | Contemporary hit radio | Roc Nation, Westbury Road | [ 36 ] |